# Xerophyllopteryx
Xerophyllopteryx is een geslacht van rechtvleugeligen uit de familie sabelsprinkhanen (Tettigoniidae). De wetenschappelijke naam van dit geslacht is voor het eerst geldig gepubliceerd in 1905 door Rehn.

## Soorten
Het geslacht Xerophyllopteryx omvat de volgende soorten:
- Xerophyllopteryx fumosa Brunner von Wattenwyl, 1895
- Xerophyllopteryx martinicensis Bonfils, 1966